# Eucosmodon
Eucosmodon és un gènere extint de mamífers multituberculats de la família dels eucosmodòntids que visqueren a Nord-amèrica des del Paleocè inferior fins a l'Eocè inferior, fa entre 50,5 i 66 milions d'anys. Se n'han trobat restes fòssils al Canadà i els Estats Units. Les espècies d'aquest grup presentaven adaptacions a un estil de vida arborícola semblants a les que mostra Ptilodus. Eren més grosses que Ectypodus, Neoplagiaulax i Ptilodus. El nom genèric Ectypodus significa ‘dent ben ornada’.